# Георги Валкович Чолаков
Георги Валкович Чолаков (бугарски: Георги Вълкович Чолаков; 1833 – 26. фебруар 1892) је био бугарски лекар, дипломата и конзервативни политичар. Међу водећим хирурзима у Османском царству, Валкович је постао један од вођа Конзервативне странке након ослобођења Бугарске 1878. За време владе Стефана Стамболова (1887–1894) био је бугарски дипломатски заменик у Истанбулу, где је  убили су га политички противници.

## Биографија
Георги Валкович је био рођен у Адријанопољу у Османском царству (модерна Турска, Једрене). Његов отац је био из познате породице Чолаков из Копривштице. Студирање је започео у Пловдиву и завршио у Истанбулу. Радио је као хирург и предавач на Академији војне медицине у Истанбулу. Био је члан бугарских академика.
Након ослобађања Бугарске 1878- године, постао је утицајна политичка фигура. Са водећим члановима конзервативне странке, Валкович је био изгласан за многе парламенте. Био је и министар агрикултуре и спољашњих послова, као и религијских деноминација.
Током српско-бугарског рата 1885. године, Валкович је био на челу бугарских војних болница. Годину дана касније, послат је у Истанбул као дипломата, што је радио све до своје смрти. У то време, то је био најбитнији посао за њега, јер је Бугарска и даље била дејуре Османски вазал. Валковичева намера је била да побољша стање бугарског народа унутар Османског царства.

На Валковича је извршен атентат од стране противника Стамболове власти. Атентат је извршио Димитар Орловски и Дражев, бугарски русофили. Њих двојица су били прерушени у карневалске костиме и напали су Валковича у бугарском делу Истанбула. Дражев је штитио атентатора, а Орловски га је убо у стомак. Атентатори су успели да побегну, а Валкович је преминуо два дана касније.
У његовој књизи The Builders of Modern Bulgaria, писац, дипломата и политичар Симеон Радев описује Валковича као "елегантног, способног и човека који воли забаву. Био је савршена друштвена фигура, изванредно проницљив, није био лишен лукавства".